# La Pobleta de Bellveí
|  | Aquest article és sobre la vila d'aquest nom. Per a l'antic municipi, vegeu La Pobleta de Bellveí (antic municipi). |

La Pobleta de Bellveí és una vila del municipi de la Torre de Cabdella, al Pallars Jussà; havia estat cap d'un municipi propi, el de la Pobleta de Bellveí abans del 1970. En aquell any s'agruparen els municipis de Mont-ros, la Pobleta de Bellveí i el terme primigeni de la Torre de Cabdella, per tal de formar el municipi actual, que conserva el nom del darrer de tots tres.

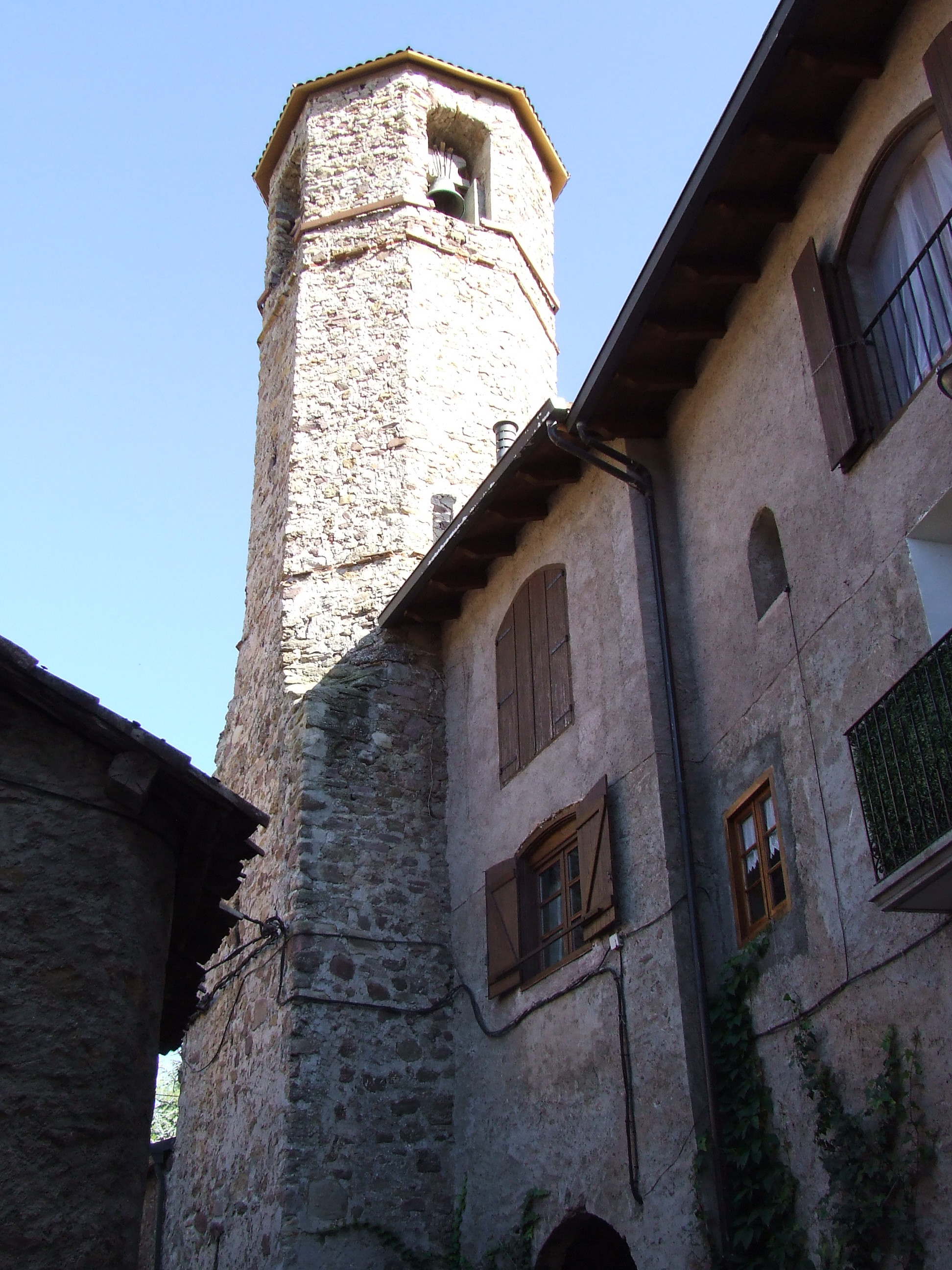
Campanar de Sant Feliu de la Pobleta de Bellveí

Està situat al fons de la vall del Flamisell i al peu de la carretera L-503, gairebé a l'extrem sud del terme municipal actual. De fàcil accés, és a 3 km al nord-est de Senterada i a 10 del cap de municipi actual, la Torre de Cabdella.
L'església parroquial de la vila és dedicada a Sant Feliu. està situada al bell mig de la vila. Dins del nucli de població, a més, hi havia hagut la capella de sant Magdalena, desapareguda el 1972.
La Pobleta de Bellveí és una vila dreçada a la part final de l'edat mitjana. Presenta una trama urbana de planta rectangular, regular, amb un sol carrer central i un parell d'atzucacs que hi donaven. Aquesta disposició correspon a darreries de l'època medieval, coincident amb el despoblament de la vila vella de Bellveí. A l'angle nord-est, a més, presenta un segon recinte murat, que conté l'església parroquial de sant Feliu.
| Restes de la vila closa              | Restes de la vila closa | Restes de la vila closa |
| ------------------------------------ | ----------------------- | ----------------------- |
| Torre de l'angle sud-oest de la vila | Portal de l'església    | Carreró de l'església   |
| Torre de l'angle sud-oest de la vila | Portal de l'església    | Carreró de l'església   |

## Etimologia
La Pobleta de Bellveí és un topònim bastant fàcil d'explicar a partir de les mateixes paraules que el formen. Havia existit la vila de Bellveí, que es va anar abandonant a causa de la desavinença de la seva situació (molt útil en època medieval, per necessitats de defensa, però ja incòmoda en el pas cap a l'edat moderna). Amb l'abandonament del vell Bellveí, va anar naixent la Pobleta, amb el diminutiu perquè no arribà mai al volum que, per exemple, va anar adquirint la Pobla de Segur.

## Història

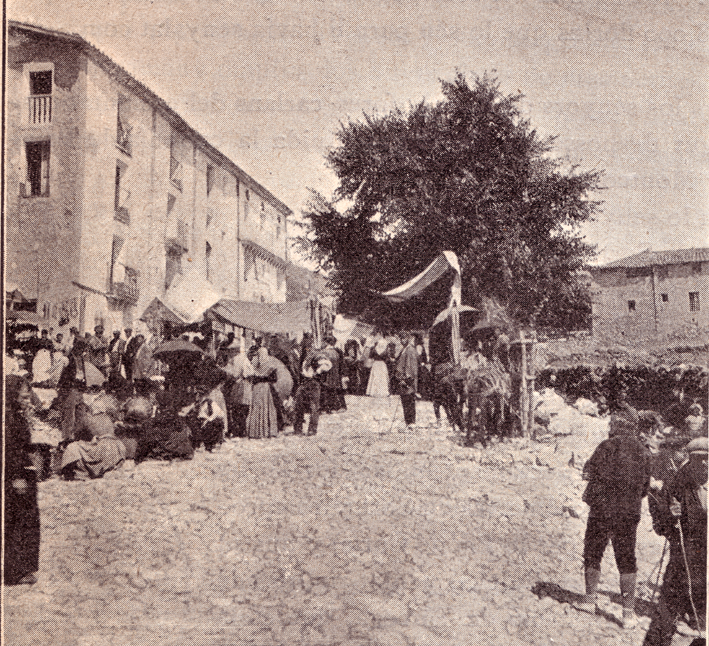
El Firal, vers el 1910

L'origen de la Pobleta de Bellveí, doncs, fou l'antiga vila de Bellveí, les ruïnes del qual es troben en un turó de 1.036,1 m. alt. situat a llevant de la Pobleta de Bellveí, a 1,4 km. de distància en línia recta. És de difícil accés, però hi ha corriols que hi menen, remuntant des de la Pobleta de Bellveí la serra del Tossal del Botgegal, prop del qual es troba Bellveí.
La vila de Bellveí, i la seva església parroquial dedicada a sant Joan i sant Vicenç, és àmpliament documentada als segles xi i xii, i comença a davallar als segles següents, que és quan es forma la Pobleta de Bellveí a la part plana del terme. La vella església parroquial consta que es va derruir el 9 de juny del 1421. El 1359 ja consta la Pobleta amb 9 focs (uns 45 habitants).
Al llarg de la història, el senyoriu de la Pobleta de Bellveí ha canviat de mans diverses vegades. A la darreria del segle xiv, aquesta vila consta amb 9 focs (uns 45 habitants) sota domini dels comtes de Pallars. En canvi, a mitjan segle xvii, era la varvassoria de Toralla qui en tenia el domini. Com la resta de possessions dels de Toralla, per matrimoni passà als Sentmenat, els quals al segle xix ja l'havien alienada a favor dels Bellveí-Orteu, important família de la Pobla de Segur.
El 1831 consta en mans d'aquests senyors, i la Pobleta de Bellveí consta amb 223 habitants.
Molt a prop de la Pobleta de Bellveí tingué lloc una important victòria dels liberals de Gurrea damunt dels carlins en el decurs de la Primera Guerra Carlina, a finals del 1836.

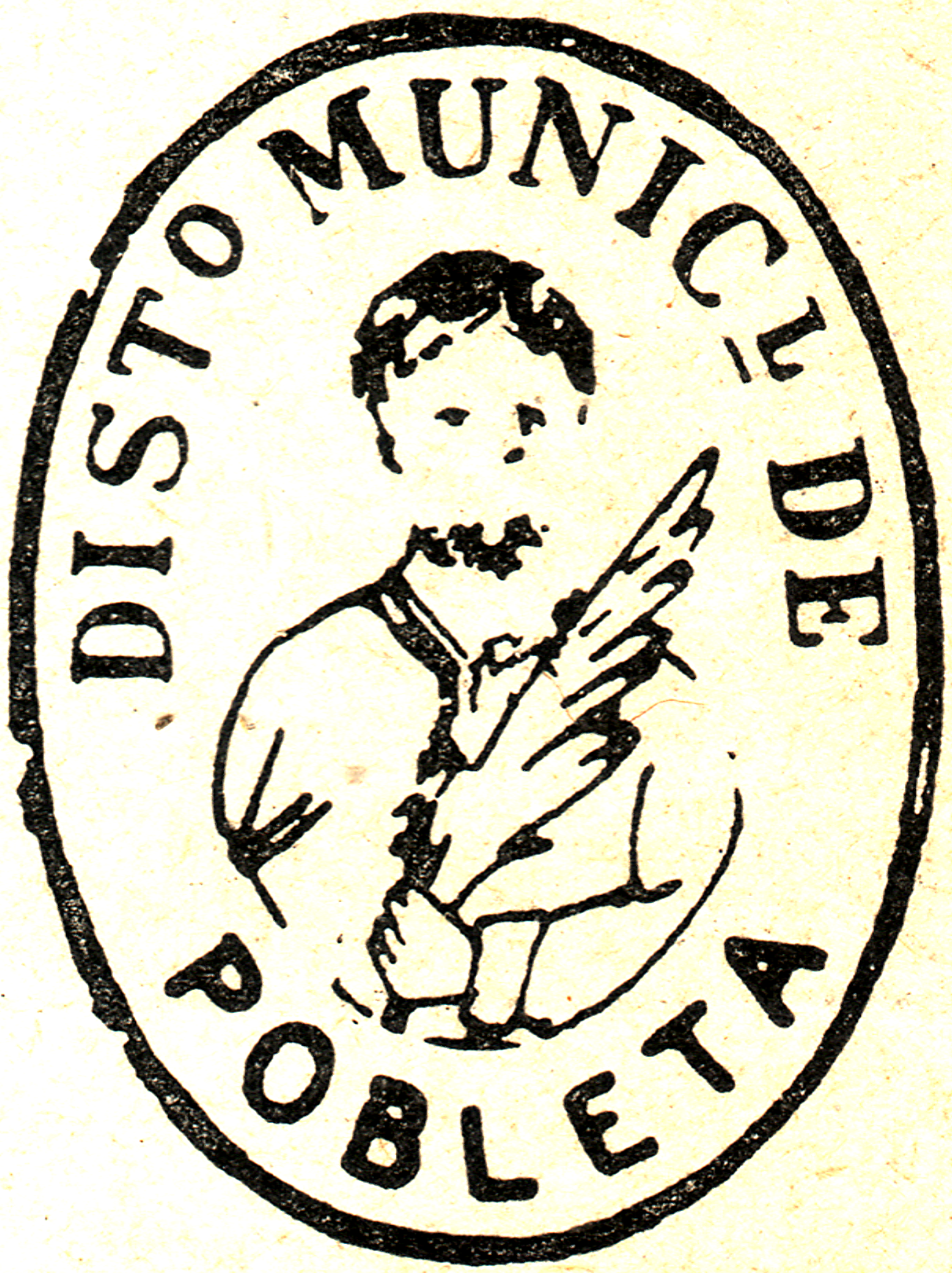
Segell de la Pobleta de Bellveí anterior al 1910

Pascual Madoz parla de Pobleta de Bellvehi en el seu Diccionario geográfico... del 1845. Situada en un pla, a tocar del Flamisell, el seu clima és sa i temperat, combatut pels vents del nord i de vegades pels de l'est. Hi havia 50 cases, la de l'ajuntament, presó, i un magnífic edifici propi del senyor Jacint Ortell, en aquell moment pertanyent a l'estat. Hi havia església parroquial i una ermita dedicada a santa Magdalena. El terme comprèn les ruïnes de la vila de Bellveí i d'un convent de trinitaris a Serraspina. El terreny és de molt bona qualitat, i hi ha pastures naturals. S'hi produïa blat, mongetes de regadiu, cànem, patates i pomes, en abundor, així com blat de moro, sègol, ordi i faves. El bestiar que s'hi criava era ovelles, vaques, eugues i mules. Hi havia molta caça, de perdius, llebres i conills, i pesca de truites i anguiles. D'indústries, un molí fariner, recria de bestiar (mules), construcció de cistells i forn de pa. Dues botigues abastien la població. Hi havia 13 veïns (caps de família) i 150 ànimes (habitants).
El 1860 la Pobleta tenia un molí fariner a la mateixa població, i un altre a Taurinyà.
Ceferí Rocafort (op. cit.) esmenta que a la Pobleta de Bellveí hi havia 78 edificis, amb 221 habitants, vers el 1910.
El 1970 tenia 105 habitants, que havien baixat a 80 el 1981. El 2006 en té 130, mostrant la mateixa recuperació que d'altres pobles de la Vall Fosca.
El 2013 té aproximadament 100 habitants.

## Festes i tradicions

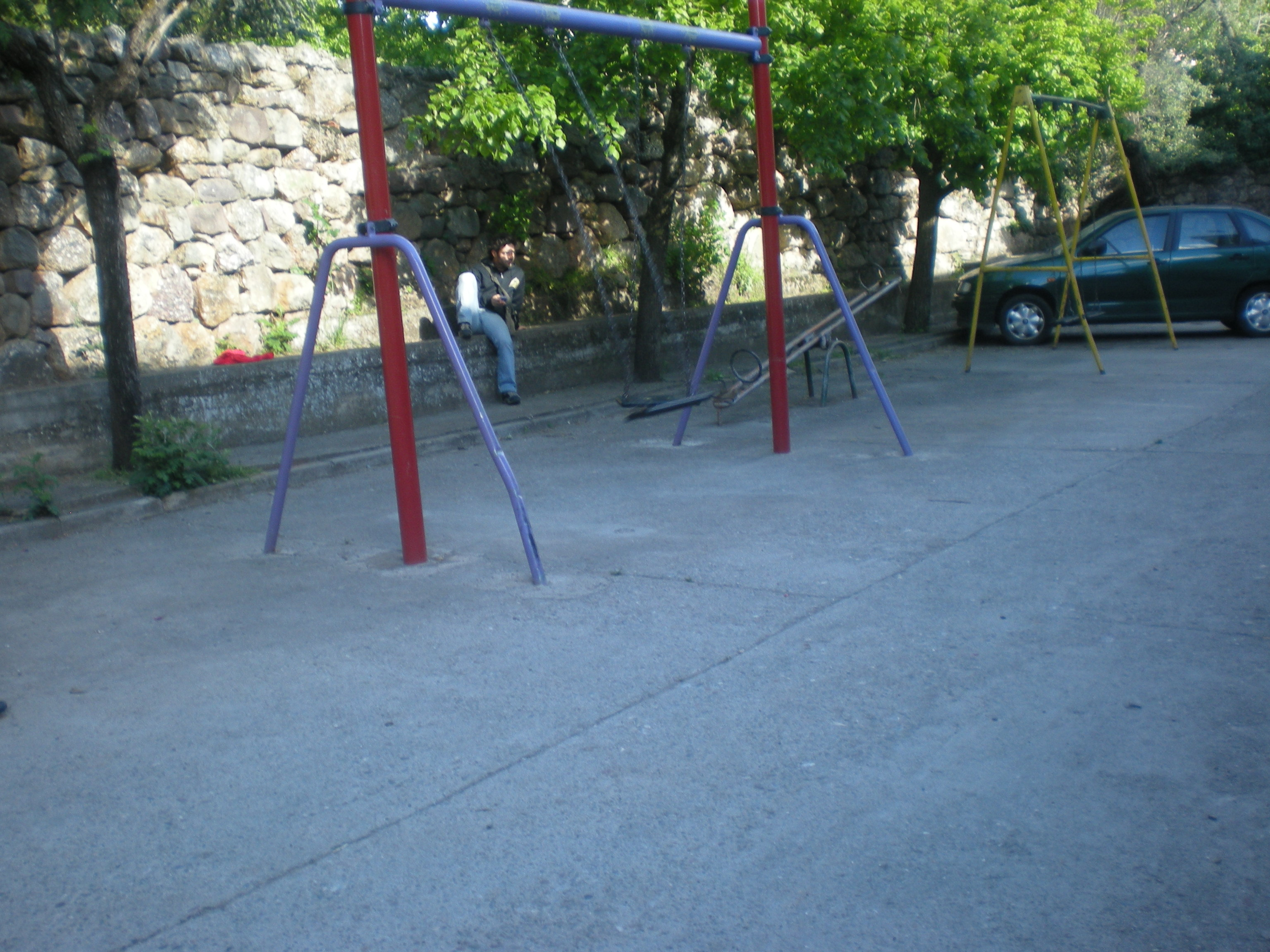
Gronxadors

Antigament era conegut per les fires de Bestiar que s'hi celebraven: Fira de sant Bartomeu o dels pollastres, a més de ramats de bestiar gros, i la Fira Gran o de sant Francesc (del 5 al 10 d'octubre), amb un dia dedicat a cada mena d'animals, que venien, igual que els compradors, de tot Catalunya. Complementava aquesta segona fira la part dedicada al comerç de roba i de cistells. En l'actualitat la Fira Gran es continua celebrant, havent-se centrat especialment en bestiar de muntanya.
La Pobleta de Bellveí és de les poblacions pirinenques que més han conservat festes i tradicions de tota mena, al llarg del cicle del pas de l'any, com molt bé recullen Joan Amades i Joan Bellmunt (op. cit.).
El Ball pla de la Pobleta de Bellveí és recollit en el Costumari català de Joan Amades, així com la lletra i la música són encara recordades, i han estat recollides en diverses publicacions, com el llibre de Bellmunt. Aquest darrer autor també dona notícia d'un altre ball, el Ball de potros, nom irònic amb què es coneixia els nois joves que ingressaven en la majoria d'edat i, per tant, contribuïen a pagar els músics de la Festa major. Precisament per això tenien l'honor d'obrir el primer ball de la festa.
Igualment, Bellmunt recull, sembla per primer cop. el Cant de la Passió, on es narrava, de forma versificada i cantada, la passió de Jesucrist. Es tracta d'un cant de 68 estrofes de 8 versos cadascuna, més una estrofa final de 4 versos, reproduït íntegrament en el seu llibre, present a la bibliografia.
La Pobleta de Bellveí és una de les poblacions que surten en el Romanço de la Vall Fosca, de Jaume Arnella. Diu així:
| « | Si veniu per Senterada, la Vall comença, per fi, arribant a La Pobleta, Pobleta de Bellveí. | » |

Podeu trobar l'inici del romanço a l'article de la Vall Fosca, i la continuació, al de Cabdella. Després de Cabdella, torna a la Pobleta de Bellveí:
| «                                         | Et trobes amb La Pobleta ja només d'entrar a la Vall, Estavill queda a l'esquerra i a la dreta queda Envall. | » |
| — Jaume Arnella, Romanço de la Vall Fosca | |   |

I el Romanço... continua a la Plana de Mont-ros.

### Festivitats
- 1 d'agost- Festa de Sant Feliu
- 3r diumenge d'agost- Festa Major